# Огнеш
Огнеш (бел. Агнеш) — река в Городокском районе Витебской области (бассейн Западной Двины). Длина 13 км. Площадь водосбора 48 км².
Средний наклон водной поверхности 2,6 %. Вытекает из озера Залешно, протекает по Луческой низине. Впадает в озеро Езерище на юго-востоке. Русло канализировано от истока до деревни Горки (4,6 км) и в нижнем течении (на 4,1 км вверх от устья).